# Oratorio del Santissimo Crocifisso (San Romano in Garfagnana)
L'oratorio o santuario del Santissimo Crocifisso è un edificio sacro che si trova in località Sillicagnana a San Romano in Garfagnana.

## Storia e descrizione
Nel 1899 il vescovo di Massa concede la benedizione all'oratorio, ormai quasi terminato e destinato ad accogliere l'immagine dipinta su tela del Santissimo Crocifisso con la Madonna e i santi Carlo Borromeo e Sebastiano, portata qui con tutta probabilità da Milano da un membro della famiglia Franchini nel Settecento. Il dipinto, in un primo tempo collocato in un'edicola posta in un terreno di proprietà di questa famiglia, era stato subito oggetto di grande venerazione e ad esso si rivolgeva la popolazione in occasione di epidemie e di calamità. Il disegno della facciata in pietra dell'edificio, a croce latina e con colonnato d'ingresso, si deve a Nicola Ferrari. All'interno moltissimi ex voto testimoniano la devozione all'immagine.